# Javokhir Sindarov
Javokhir Sindarov (Tashkent, 8 dicembre 2005) è uno scacchista uzbeko.
Bambino prodigio, ha ottenuto la terza norma di Grande Maestro nell'ottobre del 2018, all'età di 12 anni, 10 mesi e 8 giorni. Era allora il secondo più giovane GM di sempre dopo Sergej Karjakin. Nel 2019 è stato superato dall'indiano Dommaraju Gukesh con 12 anni, 7 mesi e 17 giorni e nel 2021 da Abhimanyu Mishra con 12 anni 4 mesi e 25 giorni. Il titolo gli è stato attribuito ufficialmente dalla FIDE in marzo 2019. È medaglia d'oro alle Olimpiadi degli scacchi ed è stato due volte campione uzbeko nel 2019 e nel 2021.
Nella Coppa del Mondo di scacchi 2021, con il 121º posto per il rating, ha destato sensazione per aver battuto Alireza Firouzja (8º posto nel rating) nello spareggio blitz. È stato poi eliminato nel quarto turno da Kacper Piorun.
Ha raggiunto il suo punteggio massimo nella lista Elo di luglio 2025 con 2 722, secondo giocatore uzbeko e 25º al mondo.

## Carriera
Nel 2017 in settembre è primo a pari merito con Vincent Tsay e Volodar Murzin nel Campionato del mondo U12 di Poços de Caldas, ma secondo per spareggio tecnico (il titolo andrà allo statunitense Tsay); in ottobre ottiene il titolo di Maestro Internazionale.
Nel corso del 2018 ottiene le tre norme necessarie per ottenere il titolo di grande maestro internazionale: la prima all'open Alekhine Memorial di Mosca; la seconda nel campionato del mondo juniores di Gebze; la terza al First Saturday di Budapest.
Nel 2019 in luglio vince il campionato uzbeko, in settembre è 4º-5º nel campionato juniores dell'Asia Centrale di Tashkent.
Nel 2021 in aprile si laurea per la seconda volta campione uzbeko.
Nel 2022 in agosto conquista la medaglia d'oro alle Olimpiadi degli scacchi di Chennai con la rappresentativa uzbeka, giocando in terza scacchiera.